# Стрелковская сельская община
Стрелковская сельская общи́на (укр. Стрілківська сільська громада) — территориальная община в Самборском районе Львовской области Украины. Все сёла общины имеют статус горных.
Административный центр — село Стрелки.
Население составляет 14 470 человек. Площадь — 327,4 км².

## Населённые пункты
В состав общины входит 21 село (в скобках — население):
- Бабино (478)
- Бусовиско (980)
- Великая Волосянка (329)
- Верхний Лужок (1 260)
- Вицев (95)
- Галовка (97)
- Гвоздец (103)
- Головецко (1 026)
- Грозево (600)
- Днестрик (326)
- Лопушанка-Хомина (505)
- Мшанец (307)
- Недельная (198)
- Плоское (150)
- Репяна (646)
- Смеречка (307)
- Стрелки (2 320, центр общины)
- Тисовица (647)
- Топольница (1 465)
- Турье (1 247)
- Ясеница-Замковая (1 270)